# Micropercops swinhonis
Micropercops swinhonis is een straalvinnige vissensoort uit de familie van de zeegrondels (Odontobutidae). De wetenschappelijke naam van de soort is voor het eerst geldig gepubliceerd in 1873 door Albert Günther. De soort werd verzameld in de buurt van Shanghai door de Britse consul en natuuronderzoeker Robert Swinhoe, naar wie ze is genoemd.